# Comuna de Podegrodzie
Podegrodzie (polaco: Gmina Podegrodzie) é uma gminy (comuna) na Polónia, na voivodia de Pequena Polónia e no condado de Nowosądecki.
De acordo com os censos de 2004, a comuna tem 11 471 habitantes, com uma densidade 180 hab/km².

## Área
Estende-se por uma área de 63,74 km², incluindo:
- área agricola: %
- área florestal: 23%. Stanowi to 4,11%

Esta comuna representa 23%. Stanowi to % da área do condado.

## Subdivisões
- Brzezna, Chochorowice, Długołęka-Świerkla, Gostwica, Juraszowa, Mokra Wieś, Naszczowice, Olszana, Olszanka, Podegrodzie, Podrzecze, Rogi, Stadła.